# جيوفري جيمس كلارك
جيوفري جيمس كلارك (بالإنجليزية: Geoffrey James Clark)‏ هو منتج أفلام أمريكي، ولد في 12 يونيو 1981 في لوس أنجلوس في الولايات المتحدة.

## وصلات خارجية
- جيوفري جيمس كلارك على موقع IMDb (الإنجليزية)